# 三条坊門殿
三条坊門殿（さんじょうぼうもんどの）は、現在の京都府京都市中京区にあった邸宅。三条殿・三条高倉殿とも呼ばれ、室町幕府の足利将軍家の邸宅として用いられた。

## 概要
この邸宅は元は三条坊門南高倉東一町に存在（『中古京師内外地図』）し、後に東隣の三条坊門南万里小路東に移った（『在盛卿記（大膳大夫有盛記）』）という。これが事実とすれば、前者は現在の中京区御所八幡町、後者は同じく東八幡町付近にあったとみられている。
坊門三条殿は元は初代将軍足利尊氏の弟・直義の邸宅であり、建武3年（1336年）にはここに邸宅が存在していたことが『梅松論』に見える。その後、直義は洛北にあった足利氏ゆかりの家刹を邸の近くに移設して自己の持仏堂として一族のための仏事を行った。これが、後の等持院の由来になったとする説がある（今枝愛眞・細川武稔説、なお通説は尊氏の創建とする）。当時、尊氏は政務の大半を直義に委任しており、直義の三条坊門殿は実質上の室町幕府の中心の機能を果たしていた。なお、洞院公賢の『園太暦』によれば、康永3年（1344年）12月に火災で焼失し、翌年2月には再建されている。
貞和5年（1349年）、失脚した直義は出家して三条坊門殿を明け渡し、代わりに鎌倉にいた尊氏の嫡男・義詮が京都に戻り、直義の三条坊門殿に居住した。その後発生した観応の擾乱によって直義は滅亡し、三条坊門殿は文和元年（1352年）閏2月20日、京都に攻め入った南朝軍の攻撃によって炎上した（『園太暦』）。足利尊氏・義詮の京都復帰後、義詮は三条坊門殿を再建せずに仁木頼章の邸宅などを利用していたが、義詮が2代将軍に就任した後の貞治4年（1365年）2月11日になって、元の三条坊門殿の東隣に造営した新しい邸宅に移り住み、以後ここが三条坊門殿と称されるようになった。一方、直義以来の旧三条坊門殿の跡地には直義の霊を「大倉二位明神」として祀ることと新しい三条坊門殿の鎮守としての目的を有した三条坊門八幡宮が造営され、貞治6年（1367年）9月28日には、三宝院光済が三条坊門八幡宮別当に補任された。これが現在の御所八幡宮の起源と考えられている。
新しい、三条坊門殿は義詮の子3代将軍足利義満が新たに室町殿（花の御所）を造営して、永和4年（1378年）に室町殿に移転するまで用いられた。以後、義満は室町殿に居住し、出家後は子の4代将軍義持に室町殿を譲って、自らは北山殿を新たに造営して移り住んだ。一方、室町殿移転以後、三条坊門殿は用いられずに荒廃していった。ところが、義満と不仲であった義持は、義満没後の翌年である応永16年（1409年）になって義詮の先例に倣って三条坊門殿を再興して移り住んだ。ところが、6代将軍になった弟の義教は、永享3年（1431年）になって義満の先例に倣うとして今度は室町殿を再興して移り住んだ。当時、室町殿は「上御所」、三条坊門殿は「下御所」と称されていた（『建内記』嘉吉元年10月23日条）。幼少にして8代将軍になった足利義政は、当時母方の一族である烏丸資任の邸宅で育てられていたが、資任の邸宅をそのまま烏丸殿と称して居住し、室町殿・三条坊門殿のどちらにも入らなかった。室町殿は早世した7代将軍足利義勝（義政の兄）が死去した場所であったことから、義政の御所を室町殿ではなく三条坊門殿に移すことになったが、諸大名の反対により室町殿に変更された。これは、尊氏以来、守護や幕臣たちは将軍の居宅の周囲に住むことが求められ、将軍が居宅を変えると彼らも屋敷を移転させていたが、ここにおいて、守護達は下京にある三条坊門殿よりも烏丸殿と同じ上京にあり自分達の屋敷を移転させる必要性の無い室町殿を望んだことによる。また成長した義政も父・義教に倣って室町殿に住むことを希望したことによって守護達の考えを結果的に追認した。その結果、義政は室町殿・東山殿へと移り住み、三条坊門殿は用いられることなく、荒廃していった。